# Cratilla
Genre
Cratilla est un genre de la famille des Libellulidae appartenant au sous-ordre des anisoptères dans l'ordre des odonates. Il comprend deux espèces.

## Espèces du genreCratilla
- Cratilla lineata (Brauer, 1878)
- Cratilla metallica (Brauer, 1878)